# VT Group
VT Group plc – dawne brytyjskie przedsiębiorstwo stoczniowe, świadczące także usługi komunikacyjne, szkoleniowe oraz wsparcia technicznego dla sektora wojskowego i cywilnego. Siedziba spółki mieściła się w Southampton.

## Historia
Przedsiębiorstwo powstało w 1966 roku pod nazwą Vosper Thornycroft Ltd. z połączenia stoczni Vosper Ltd. z siedzibą w Portsmouth oraz John I. Thornycroft Ltd. z siedzibą w Southampton. W 1977 roku przedsiębiorstwo zostało znacjonalizowane i weszło w skład British Shipbuilders Corporation. W 1985 roku dokonano prywatyzacji spółki, a trzy lata później weszła ona na giełdę London Stock Exchange. W 2001 roku nazwa przedsiębiorstwa została zmieniona na VT Group plc. W 2010 roku spółka została przejęta przez Babcock International Group.
Obecnie pod marką VT Group działa dawny amerykański oddział spółki, w 2012 roku odkupiony od Babcock International Group przez The Jordan Company.